# 孙小梅
孙小梅（1966年10月29日—），上海市出生，籍贯山东省寿光市侯镇岳庄村，毕业于中国传媒大学，为中国中央电视台主持人。

## 生平
1966年，孙小梅出生在上海市，这年正好文化大革命爆发。1985年，孙小梅考入中国传媒大学。1989年，孙小梅大学毕业后被分配到中国中央电视台主持《下周屏幕》、《电视你我他》节目。

## 奖项
2010年11月1日，中国播音主持“金话筒奖”。
2010年11月5日，央视乙等十佳主持人。